# Польское независимое соглашение
Польское независимое соглашение (пол. Polskie Porozumienie Niepodległościowe; PPN) — польская оппозиционная организация второй половины 1970-х и начала 1980-х годов. Объединяло представителей интеллектуальной элиты. Занимало последовательно антикоммунистические и антисоветские позиции. Провозглашало цели достижения полной независимости и кардинальной смены общественного строя. Сыграло важную роль в формулировании программных установок протестного движения ПНР.

## Интеллектуально-политический потенциал
Инициатором выступил историк литературы Здзислав Найдер, всемирно известный исследователь творчества Джозефа Конрада. К нему присоединились писатели Станислав Лем, Войцех Карпиньский, Ян Юзеф Щепаньский, Густав Херлинг-Грудзинский, журналисты Тадеуш Мазовецкий, Ян Юзеф Липский, Ян Зараньский, Юзефа Хеннелова, юристы Ян Ольшевский и Ежи Лерский, историки Владислав Бартошевский, Александр Гейштор, Ежи Хользер, философы Лешек Колаковский и Марцин Круль, литературовед Анджей Киёвский, искусствовед Войцех Влодарчик, экономист Войцех Рошковский, филолог Юзеф Рыбицкий — всего около 60 человек.
Все эти деятели обладали широкой известностью и профессиональным авторитетом в культурных и научных кругах. Все они придерживались антикоммунистических и национал-патриотических взглядов. Щепаньский, Бартошевский, Гейштор, Зараньский, Рыбицкий были ветеранами Армии Крайовой. Липский и Хеннелова состояли в Серых Шеренгах, Херлинг-Грудзинский — в организации PLAN. Лерский являлся функционером польского правительства в изгнании. Мазовецкий, Колаковский, Ольшевский были известны в католическом и диссидентском движениях.

## Программная позиция
Программа PPN была изложена 3 мая 1976 года в лондонском польскоязычном издании Tygodnik Polski. Декларировалось достижение полной независимости Польши от СССР, выход из Организации Варшавского договора, установление в Польше многопартийной демократии, утверждение всех гражданско-политических свобод, свободная экономическая деятельность частного сектора. Предлагались пути польско-германского примирения с дальнейшим полноценным вступлением Польши в сообщество европейских наций. Выражалась поддержка движениям за независимость Украины, Белоруссии и Литвы — стран, исторически связанных с Польшей.
С 1950-х годов это было первое публичное выступление польских деятелей со столь откровенным изложением однозначно антикоммунистической и антисоветской программы.

## Выступления, оценки, роль
Организационной работы PPN не вело. Деятельность заключалась в социально-политической аналитике и выработке программных тезисов. Публикации, как правило, выходили под псевдонимами и рассчитывались на узкую компетентную аудиторию. Всего было выпущено 40-50 текстов. Наибольший резонанс имели статьи Традиция независимости и её враги, Гражданин и Служба безопасности (содержала практические рекомендации по юридической защите и поведению на допросах), Польша и немцы, Поляки — Евреи, Польша и Европа. Последний материал — Польша — Украина — датировался ноябрём 1981 года.
В середине 1980-х в советских источниках появились утверждения, будто PPN являлась не только наиболее законспирированной и «самой зловещей» структурой польской оппозиции, но и организационным центром, к которому сходились все «нити антисоциалистического заговора». Последующее развитие событий не подтвердило таких оценок. Однако значительная роль PPN в разработке оппозиционной программы несомненна.

## Дальнейшие проявления
В практической политике из членов PPN наиболее активны были Тадеуш Мазовецкий, Ян Ольшевский и Владислав Бартошевский. Они были видными деятелями Солидарности, первые двое возглавляли правительство Польши соответственно в 1989—1990 и 1991—1992, третий в середине 1990-х и начале 2000-х был министром иностранных дел.
Александр Гейштор в первой половине 1980-х и начале 1990-х был президентом Польской академии наук. Выступал авторитетным посредником между верхушкой ПОРП и лидерами оппозиции.
Основатель ПНС Здзислав Найдер в начале 1980-х возглавлял польскую редакцию Радио Свободная Европа. В 1983 был заочно приговорён в ПНР к смертной казни за «сотрудничество с американской разведкой». В 1989 приговор был отменён, Найдер вернулся в Польшу. Являлся советником премьер-министра Яна Ольшевского и президента Леха Валенсы. Обвинялся в сотрудничестве с госбезопасностью ПНР (обвинения исходили от газеты Nie, возглавляемой бывшим пресс-секретарём правительства ПНР Ежи Урбаном). В 2015 году выступил в поддержку Евромайдана и российской оппозиции, раскритиковав при этом не только Путина, но и Евросоюз (за непрофессионализм) и украинские власти (за связи с олигархией и управленческую слабость).
В мае 2011 года 35-летие Польского независимого соглашения отмечалось в Бельведерском дворце при участии президента Польши Бронислава Коморовского.